# Амвросьев, Владимир Алексеевич
Владимир Алексеевич Амвросьев (род. 23 марта 1948) — советский легкоатлет, специалист по метанию молота. Выступал за сборную СССР по лёгкой атлетике в 1960-х годах, обладатель бронзовой медали летней Универсиады в Турине, бронзовый призёр Европейских юниорских легкоатлетических игр в Одессе. Представлял город Минск и спортивное общество «Спартак».

## Биография
Владимир Амвросьев родился 23 марта 1948 года.
Занимался лёгкой атлетикой в Минске, выступал за Белорусскую ССР и добровольное спортивное общество «Спартак». Проходил подготовку под руководством заслуженного мастера спорта Михаила Петровича Кривоносова.
С результатами 64,66 (6 кг) и 55,40 (7,257 кг) был включён в число лучших юных метателей молота СССР в 1965 году.
Впервые заявил о себе на международном уровне в сезоне 1966 года, когда вошёл в состав советской сборной и выступил на Европейских юниорских легкоатлетических играх в Одессе, где в зачёте метания молота стал бронзовым призёром — с результатом 56,28 метра уступил только соотечественнику Юрию Ашмарину и представителю Восточной Германии Райнхарду Таймеру.
Будучи студентом, в 1970 году представлял Советский Союз на Универсиаде в Турине — метнул молот на 66,80 метра и завоевал бронзовую награду, пропустив вперёд восточногерманского спортсмена Йохена Захзе и соотечественника Василия Хмелевского.
В апреле 1973 года на соревнованиях в Бресте установил свой личный рекорд в метании молота — 70,74 метра.